# KOI-3010.01
KOI-3010.01 är en exoplanet som snurrar runt stjärnan KOI-3010. Den upptäcktes 2011 med hjälp av Keplerteleskopet. Många forskare menar att planeten kan vara jordlik.

### Fotnoter
1. ↑  Martin Mederyd Hårdh (26 juli 2015). ”Här är planeterna som är mest lika Jorden”. Svenska dagbladet. http://www.svd.se/har-ar-planeterna-som-ar-mest-lika-jorden. Läst 1 september 2015.